# 85°C Bakery Cafe
85°C Bakery Cafe, também conhecido como 85 Cafe, 85°C Daily Cafe ou 85 Degrees C (chinês: 85度C; pinyin: Bāshíwǔ Dù C; Pe̍h-ōe-jī: Poeh-cha̍p-gō͘--tō͘ C), é uma cadeia internacional de varejistas de Taiwan que vende café, chá e bolos, bem como sobremesas, milkshake, sucos de fruta, lembranças e produtos de padaria. Possui 1.000 lojas de varejo em todo o mundo. A empresa controladora da cadeia (Gourmet Master Co. Ltd) está localizada nas Ilhas Cayman.

## História
Wu Cheng-hsueh constituiu a empresa em janeiro de 2003 e abriu a primeira loja em Bao-Ping, no condado de Taipé (atualmente Nova Taipé), em julho de 2004. O nome “85°C” refere-se à crença de Wu de que 85 °C (185 °F) é a temperatura ideal para servir café.
Em setembro de 2006, a empresa abriu a sua primeira loja no estrangeiro em Sydney, na Austrália. Um ano mais tarde, a primeira loja na China foi aberta em Xangai. A primeira loja em Hong Kong foi aberta em 2012, a primeira loja nos Estados Unidos em 2008, em Irvine. A cozinha central dos Estados Unidos começou a funcionar em setembro de 2013. Em março de 2017, a cozinha central da cadeia nos Estados Unidos, em Brea, na Califórnia, tornou-se a sua primeira instalação a nível mundial alimentada a energia solar.

### Renda
Em 2016, 67% das receitas da cadeia provinham da China, enquanto 18% provinham de Taiwan. Em 2013, uma loja média nos Estados Unidos gerava mais de US$ 700 000 em vendas mensais, sete vezes mais do que uma loja média na China.

## Especialidades
A cadeia é conhecida pelo seu café com sal marinho, feito através do adoçamento do americano gelado e da adição de chantilly com sal marinho no topo. Este café foi apresentado na TIME Magazine, na CNN e na NPR. O conceito desta bebida surgiu supostamente do hábito taiwanês de polvilhar sal na fruta para realçar a doçura.